# Pasha Parfeni
Pasha Parfeni (anciennement Pasha Parfeny), de son vrai nom Pavel Parfeni, né le 30 mai 1986 à Orhei, en Moldavie, est un chanteur moldave.

## Biographie
Pasha grandit dans une famille d'artistes et suit des études musicales. 
En 2009 il rejoint le groupe SunStroke Project avec lequel il se classe 3e lors de la sélection moldave pour l'Eurovision 2009. Après s'être séparé du groupe, Pasha participe à plusieurs festivals et se présente à nouveau en solo à la sélection moldave pour l'Eurovision 2010, mais il se classe 2e derrière son ancien groupe SunStroke Project, qui représentera la Moldavie cette année-là. Il tente de nouveau sa chance en 2011 avec sa chanson Dorule mais il échoue encore une fois.
Le 11 mars 2012, il remporte la sélection nationale et est choisi pour représenter la Moldavie au Concours Eurovision de la chanson 2012 à Bakou, en Azerbaïdjan avec la chanson Lăutar.
 Classé cinquième à l'issue de la première demi-finale, il se qualifie pour la finale, où il termine onzième sur vingt-six participants.

Il reparticipe à cette même sélection en 2020 avec sa chanson My Wine, et termine deuxième derrière Natalia Gordienko.

En 2023, il participe à la nouvelle sélection nationale moldave, Etapa Națională, avec sa chanson Soarele și luna. Il en sort gagnant, ayant été placé premier à la fois par le jury et par le public. Il représente donc la Moldavie au Concours Eurovision de la chanson 2023, à Liverpool au Royaume-Uni, où il termine à la 18e place avec 96 points.

## Discographie

### Singles
- 2009 – No Crime (en tant que membre de SunStroke Project)
- 2009 – Tu nu vezi cerul
- 2010 – You Should Like
- 2010 – Be Yourself
- 2011 – Dorule
- 2012 – Lǎutar
- 2015 – Te mai iubesc
- 2016 – Cântecul zorilor
- 2016 – Acasă
- 2017 – Îmi pare rău
- 2018 – Hoții
- 2018 – Doua tinereți (avec l'Orchestra Lǎutarii)
- 2020 – My Wine
- 2020 – Lasă-mă (avec Nicoleta Nuca)
- 2020 – Liber
- 2021 – Orele (avec Cleopatra Stratan)
- 2022 – Ne streljaj
- 2022 – 18 am făcut (avec Andreea Bostanica)
- 2022 – Chișinăul (avec Natalia Barbu)
- 2023 – Soarele şi Luna